# Silvanus lateritius
Silvanus lateritius là một loài bọ cánh cứng trong họ Silvanidae. Loài này được Broun miêu tả khoa học năm 1880.